# Національний технічний університет «Харківський політехнічний інститут»
Національний технічний університет «Харківський політехнічний інститут», до 1929 Харківський технологічний інститут, з 1975 Харківський ордена Леніна політехнічний інститут імені В. І. Леніна — заснований в 1885 році в Харкові. Другий за часом відкриття технологічний інститут в Україні після Львівської технічної академії (1844).
В даний час — найбільший навчальний центр східної України і найбільший ВНЗ міста Харкова. В університеті навчаються приблизно 26 тисяч студентів.
В університеті здійснюється підготовка фахівців за трьома кваліфікаційними рівнями. Перший рівень — навчання 4 роки з наданням кваліфікації бакалавр, другий і третій — навчання 5,5 років з наданням кваліфікації інженер або магістр — 6 років.

## Історія
ХТІ — перший технічний виш в українських губерніях Російської імперії та другий технологічний інститут імперії. Рішення про відкриття прийнято в 1870-х роках.
Інститут урочисто відкрито 14 (27) вересня 1885 як практичний технологічний інститут з двома відділеннями — механічним та хімічним, на які приймалося всього 125 чоловік. Організатором і першим директором інституту був відомий вчений у галузі механіки та опору матеріалів, заслужений професор В. Л. Кирпичов.
На момент відкриття в інституті було 17 викладачів, 10 професорів і 7 ад'юнкт-професорів.
В 1898 році ХПТІ у зв'язку з поглибленням теоретичної освіти перейменований в технологічний інститут імператора Олександра III.
В 1921 році при інституті було відкрито перший в Україні робочий факультет.
В 1923 році йому дали ім'я В. І. Леніна.
В 1929 році технологічний інститут ім. В. І. Леніна перетворюється в політехнічний інститут імені Леніна.

Харківський технологічний інститут.

У 1930 році на базі окремих факультетів інституту було створено п'ять самостійних вишів: механічно-машинобудівний (незабаром об'єднаний з інститутом), електротехнічний (також об'єднаний), хімічно-технологічний (також об'єднаний), інженерно-будівельний (ХІБІ рос. ХИСИ), авіаційний (ХАІ).
У роки Другої світової війни понад три тисячі викладачів, студентів і співробітників інститутів пішли до лав Радянської Армії. В евакуації (м. Красноуфимськ і м. Чирчик) інститут не тільки продовжував підготовку інженерних кадрів, але й вирішував важливі наукові проблеми, пов'язані зі зміцненням обороноздатності країни. Так, професор Носков Б. О. в роки війни працював головним металургом заводу. За розробку сталі для танку Т-34 він отримав Державну премію СРСР, яку вніс до фонду оборони.
В 1949 році чотири вищі: механічно-машинобудівний, хімічно-технологічний, електротехнічний і інститут цементної промисловості були об'єднані і на їх основі відновлений політехнічний інститут ім. В. І. Леніна. Ректором був призначений Семко М. Ф., доктор технічних наук, професор, Герой соціалістичної праці, який пропрацював на цій посаді наступні 30 років.

Оголошення: Перший набір на спеціальність робототехніка 1983 г.

За роки радянської влади інститут підготував понад 120 тисяч фахівців (до революції — 2400). Багато випускників інституту стали Героями Радянського Союзу та Соціалістичної Праці, видатними вченими та державними діячами.
В квітні 1994 року Кабінет Міністрів України надав Харківському політехнічному інституту статус Державного політехнічного університету.
В 2000 році за наказом Президента Україні ХДПУ отримав статус Національного (та став НТУ «ХПІ»)
НТУ «ХПІ» має найвищій, IV рівень акредитації, та здійснює підготовку фахівців з 96 спеціальностями на денній та заочній формах навчання.
Сьогодні НТУ «ХПІ» має найвищі в східній та південній Україні обсяги ліцензованого прийому і держзамовлення.
В 2007 році університет отримав премію в'єтнамського президента Нгуєн Чи Тхань.
Президент Республіки Таджикистан Емомалі Рахмон 5 грудня 2008 р., перебуваючи в Харкові, зазначив, що 2009 року в столиці Душанбе планується відкрити філіал НТУ «ХПІ».
З 2010 до 2014 р. мав статус самоврядного (автономного) дослідницького національного університету.
У квітні 2019 року на території студентського містечка було встановлене «сонячне дерево» за проектом кафедри промислової та біомедичної електроніки університету, яке має сонячні панелі, від яких студенти можуть підзаряджати свої гаджети, а вночі виступає як світильник. Воно стало першим експонатом парку науки і техніки «STEAMPARK», який реалізується спільно з Харківською державною академією дизайну та мистецтв. Планується встановити ще 3 таких об'єкти.

## Структура університету
Університет складається з багатьох підрозділів, які займаються усіма аспектами навчальної діяльності, дозвілля та життя студентів та викладачів. Це кафедри та факультети, адміністративні підрозділи, відділі з роботи з іноземними студентами, спорткомплекс та бази відпочинку, та інше.
| Університет має як окремі підрозділи: - навчально-методичне управління - докторантуру і аспірантуру - науково-дослідну частину - науково-технічну бібліотеку - науково-технічний і навчальний та навчально-виробничий центри. - Військовий обліковий стіл - Центр підготовки іноземних громадян - Факультет дистанційного та доуніверситетського навчання - Центр нових інформаційних технологій | Університету підпорядковані деякі навчальні заклади: - Харківський верстатоінструментальний технікум - Полтавський політехнічний коледж - Інститут танкових військ ім. Верховної Ради України - Військовий коледж сержантського складу |
| Спорт та культура: - Спортивний комплекс - Спортивно-оздоровчий табір в м. Алушта - Спортивно-оздоровчий табір в м. Чугуїв - Корпус в санаторії «Бермінводи» - Музей | Науково-дослідницькі інститути: - Науково-дослідний і проектно-конструкторський інститут «Молнія» - Науково-дослідний інститут іоносфери - Міжгалузевий інститут післядипломної освіти                                                 |

Університет також утримує гуртожитки і житлові будинки, а на його території розташований дитячий садок.

## Факультети та кафедри
В університеті працюють 24 основних факультети, на яких базуються 93 кафедри. Вони здійснюють підготовку за 96 спеціальностями.
| - Автоматики та приладобудування (АП) - Бізнесу та фінансів (БФ) - Військової підготовки - Економічний (ЕК) - Економічної інформатики та менеджменту (ЕіМ) - Електроенергетичний (Е) - Електромашинобудівний (ЕМБ) - Енергомашинобудівний (ЕМ) - Інженерно-фізичний (і) - Інтегральної підготовки фахівців - Інтегровані технології та хімічна техніка (іТ) - Комп'ютерних наук і програмної інженерії (КН) | - Комп'ютерні та інформаційні технології (КіТ) - Машинобудівний (МШ) - Механіко-технологічний (МТ) - Міжнародної освіти (МО) - Німецький технічний (НТФ) - Соціально-гуманітарних технологій (СГТ) - Технології неорганічних речовин (ТНР) - Технології органічних речовин (ТОР) - Транспортного машинобудування (ТМ) - Фізико-технічний (ФТ) - Фізичного виховання та спорту |

## Керівництво університету
Ректор — Сокол Євген Іванович, лауреат премії НАН України, доктор технічних наук.
Проректори з науково-педагогічної роботи:
- Товажнянський Леонід Леонідович, доктор технічних наук, професор.
- Кравець Валерій Олексійович, к.т. н., професор.
- Романовський Олександр Георгійович, к.т. н., доктор педагогічних наук.
- Гринь Григорій Іванович, к.т. н., професор.
- Сакара Юрій Дмитрович, к.т. н., професор.

Проректор з наукової роботи — Марченко Андрій Петрович, академік АН ВШ України, доктор технічних наук, професор.
Проректор з адміністративно-господарчої робот — Чеботарьов Микола Корнійович.
У 1915—1918 роках ректором був заслужений професор Осипов Іван Павлович. У 1923—1928 роках ректором був Маслов Олексій Матвійович.

## Корпуси
Університет складається з приблизно 20 корпусів. Більша частина корпусів зосереджені компактно — по лінії станцій метро Пушкінська і Архітектора Бекетова. Корпуси різко відрізняються за часом побудови — старі корпуси будувалися, як правило, в XIX столітті, і функціонували з самого моменту заснування інституту. Ці корпуси побудовані з цегли, і мають велику архітектурну і навіть історичну цінність. Нові корпуси будувалися в радянську епоху, і за габаритами відповідають бетонним будинкам, побудованим в той час. Час їх побудови — 60-80-ті роки XX століття.

### У-1
У-1 — найвищій корпус університету і один з найбільших. Корпус має прямокутну форму в основі. Він має значну площу скління. Корпус є не тільки найвищим в університеті, але й є одним з найвищих будівель міста, до того ж він розташований на височині. З цього корпусу видно значну частину міста — весь Нагірний район і прилеглі сусідні, Холодна гора, Салтівка, Нові Дома. Корпус був зданий в експлуатацію в 1974 р. У корпусі функціюють шість ліфтів, з них два — швидкісні, які починають працювати за 10 хвилин до початку лекції і вимикаються з початком. Також в корпусі є двоє сходів. У корпусі розташовано безліч кафедр, деканатів та аудиторій.
- Висота: 60 м
- Кількість поверхів: 14
- Закінчення будівництва: 1974 рік

### У-2

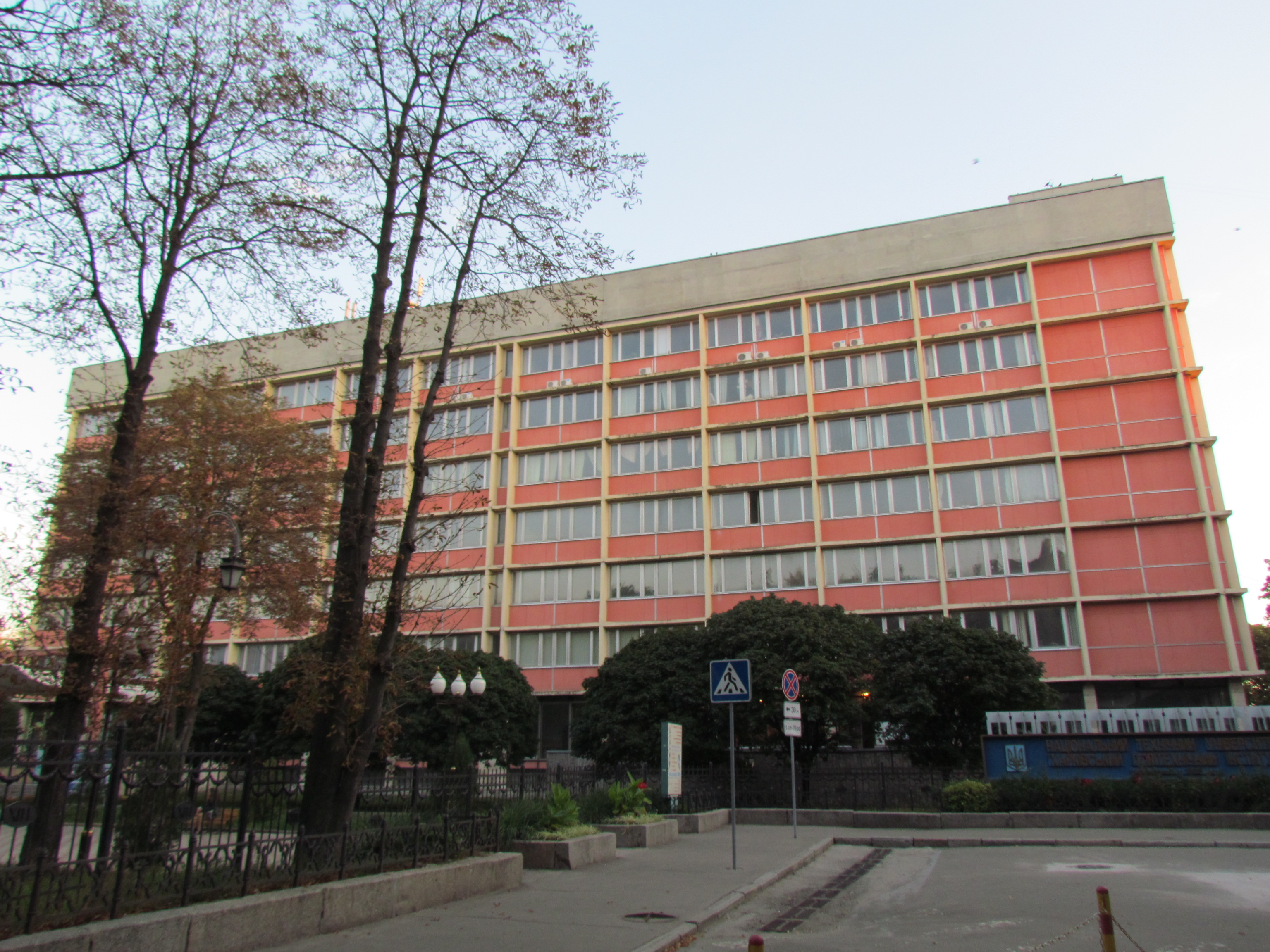
Корпус У-2

У-2 — другий за висотою (після У-1) і найбільший за розмірами корпус університету. Як і У-1, є будівлею, спорудженою в період масового будівництва за типовими проектами. Форма у корпусу прямокутна. Корпус пов'язаний підземним переходом з фізичним корпусом. Архітектурне рішення оригінальніше, ніж в У-1, наприклад, сходи вимощені мармуром. Як і в У-1, в корпусі є 4 ліфта. Корпус має цокольний поверх, на якому проводяться повноцінні заняття, і з урахуванням цього поверху корпус має вісім поверхів. В У-1 теж є підвал, але на відміну від У-2, в ньому організований склад і там заняття не проводяться. У корпусі знаходиться кафедра загальної та експериментальної фізики і безліч інших, приймальна комісія університету, редакції університетських газет, буфет. Технічний стан корпуса порівняно високий. У корпусі розташовано одне з відділень місцевої інтернет-мережі. На першому поверсі розташований Орган студентського самоврядування «Студентський Альянс» НТУ «ХПІ»
- Висота: 32—34 м
- Кількість поверхів: 7 (8 з нульовим поверхом)
- Закінчення будівництва: 1982 рік

### ГАК

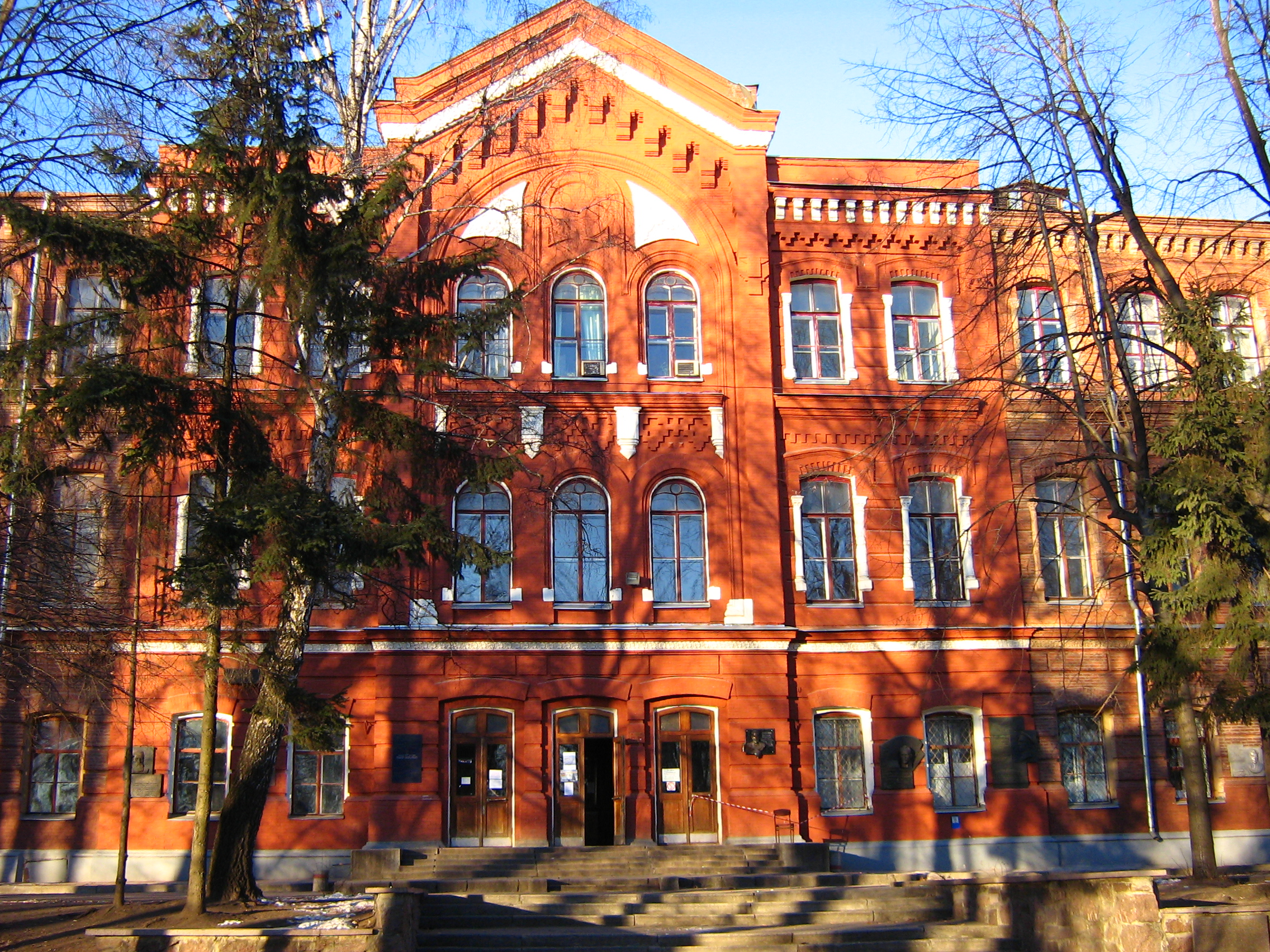
Центральна частина головного аудиторного корпусу

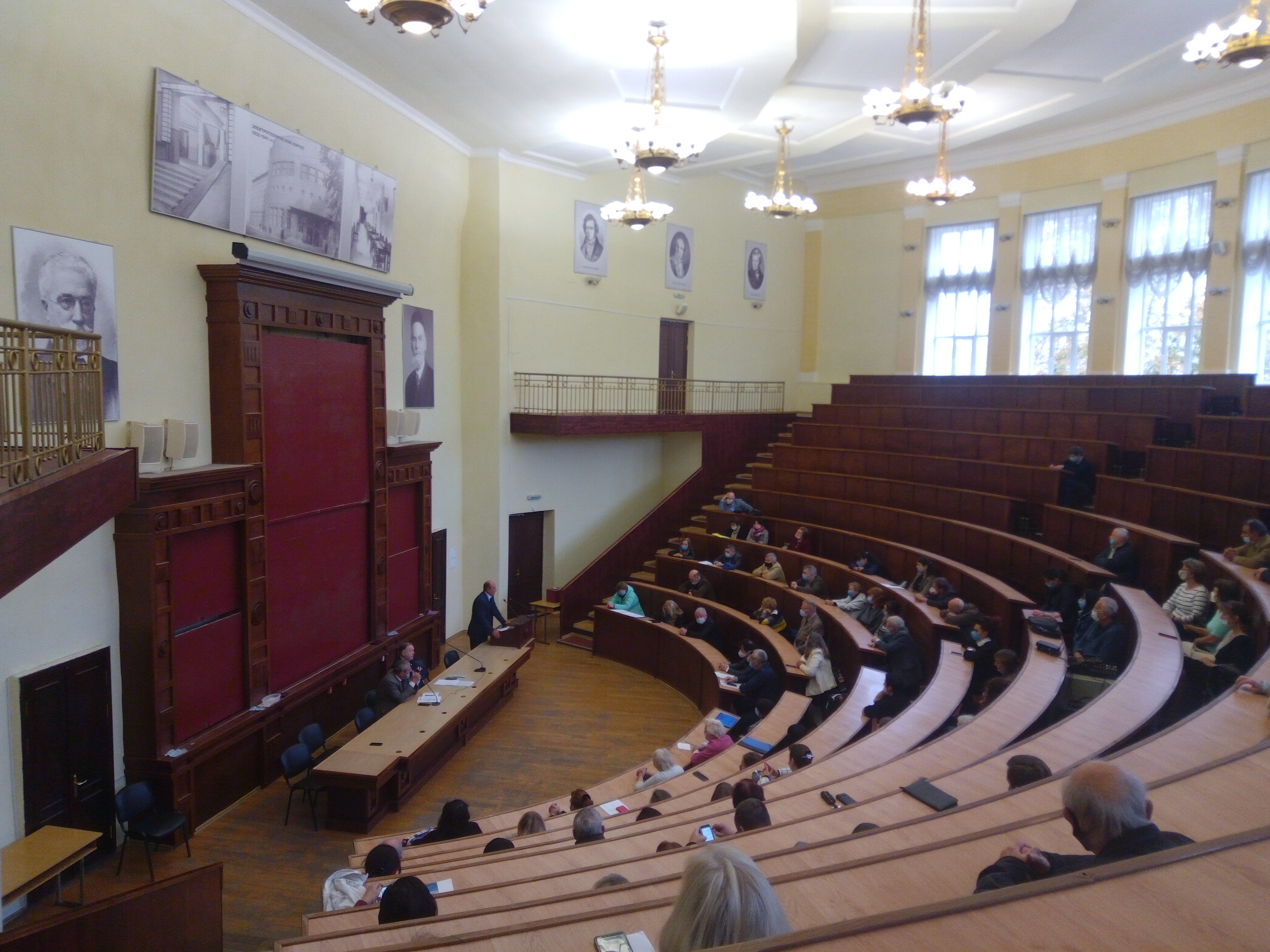
Зала засідань у головному аудиторному корпусі

ГАК (Головний Аудиторний Корпус) — найбільший зі старих корпусів інституту. Корпус викладений з цегли, а час його будівництва — друга половина XIX століття. У корпусі розташовано низка кафедр, деканатів і різних приміщень. Форма корпусу — прямокутна, корпус має два внутрішніх дворика. Також в корпусі знаходиться бібліотека інституту, читальну залу, а також великий підвал. Архітектурної особливістю корпусу є архітектурне оформлення сходів. Поверховість корпусу мала, однак висота поверхів велика (4,5 метрів).
Тривалий час ГАК був (до будівництва висотних У-1 і У-2) головним корпусом університету. За період довгого існування корпусу (понад 100 років) в корпусі працювало багато відомих людей, нині на їх честь біля входу в корпус розташовані меморіальні дошки. Також навпроти корпусу розташований пам'ятник на честь загиблих у роки Великої Вітчизняної війни. Сам корпус вирізняється наявністю в ньому різних картин про життя інституту в різні епохи, а також стенд пам'яті героїв Великої Вітчизняної війни на другому поверсі. Зовні корпус багато прикрашений архітектурними формами.
- Висота: 17 м
- Кількість поверхів: 3
- Закінчення будівництва: 1885 рік

### Спортивний комплекс

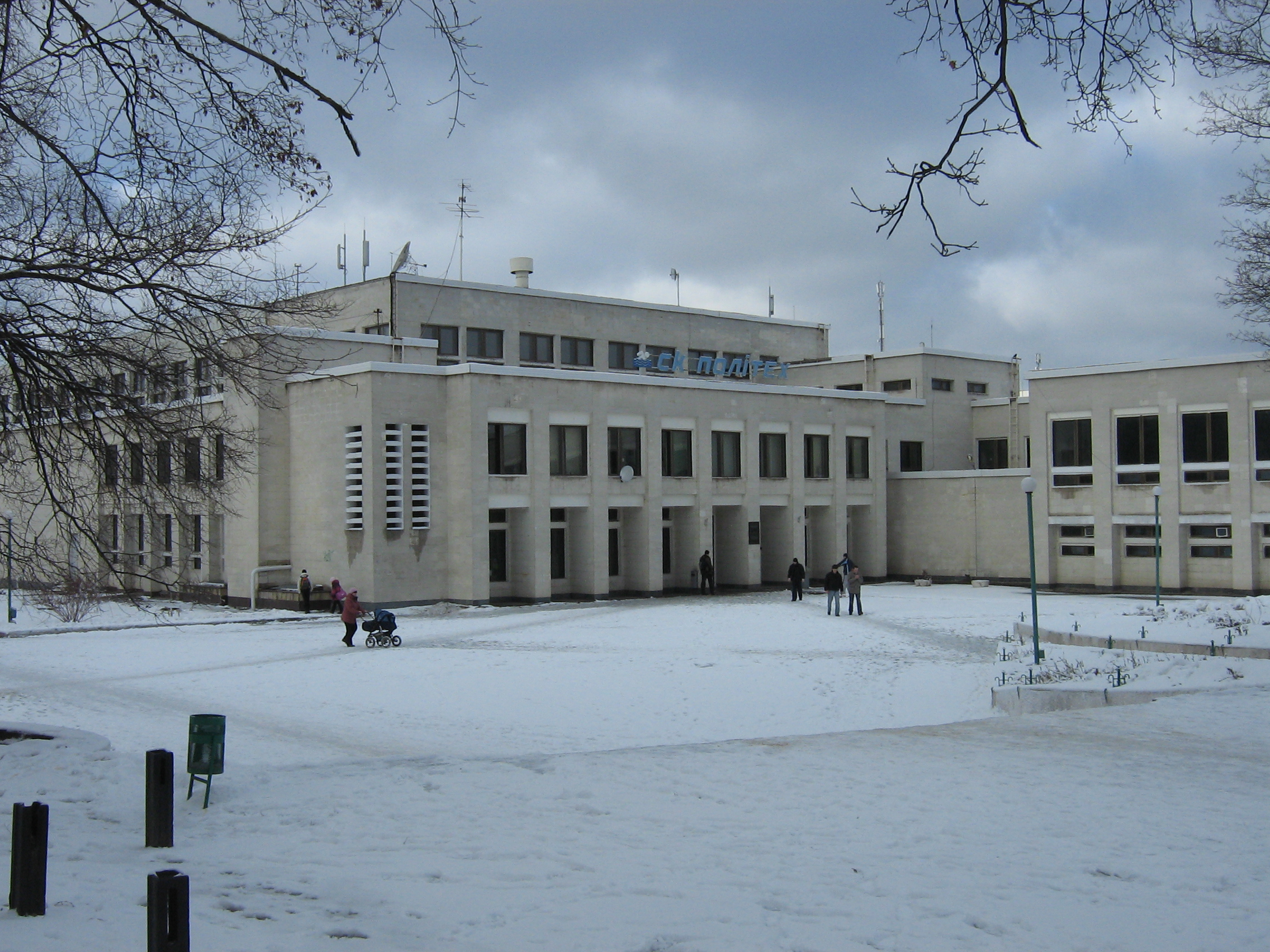
Палац спорту НТУ «ХПІ» в Молодіжному парку

Палац Спорту ХПІ — споруда, розташована поза основної групи корпусів, а саме в Молодіжному парку (недалеко від метро Пушкінська, але в іншому напрямку від інших корпусів). Побудований з бетонних блоків у 80-ті роки XX століття. Спортивний комплекс має безліч приміщень, залів і спортивних об'єктів. В ньому проводяться різні змагання між вишами Україні, між факультетами університету. Також в ньому проходять заняття з фізкультури. Спорткомплекс обладнаний сучасними роздягальнями, і є однією з найкращих будівель університету, а також він є другим за розміром корпусом інституту після У-2. Форма корпусу досить різноманітна, конкретну форму будівлі визначити складно. При вході в корпус знаходяться дві полиці з нагородами, які завоював інститут в різні роки.
24 червня 2022 року частково зруйнований російським обстрілом.
- Висота: 16 м
- Кількість поверхів: 3
- Закінчення будівництва: кінець 80-х років XX століття.

### Радіокорпус

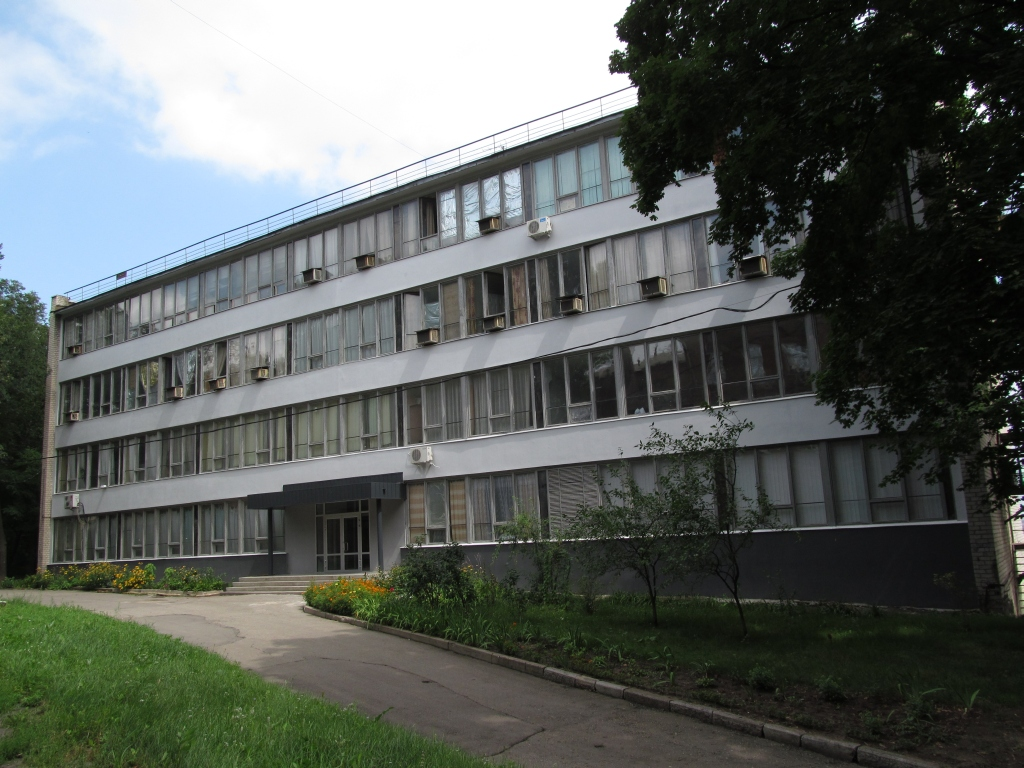
Радіокорпус (сучасна назва — Центр Інтегрованих технологій НТУ «ХПІ»)

Радіокорпус (розмовна назва), справжня назва — Центр Інтегрованих технологій НТУ «ХПІ» — чотириповерхова бетонна будівля, один з «нових корпусів» університету. В цьому відносно невеликому будинку знаходяться різні лабораторії і обладнання, комп'ютерні класи. Вікна нижнього поверху корпусу захищені решітками. В корпусі є підвальний поверх, з його урахуванням корпус п'ятиповерховий. Корпус має вантажний ліфт, а переміщення між поверхами здійснюються на великих панорамних сходах. Серед корпусів, побудованих в радянські роки епохи 60-70х має найменшу кількість поверхів. У корпусі 3 та 4 поверхи займає науково-дослідний інститут — Інститут іоносфери НАН України.
- Висота: 16 м
- Кількість поверхів: 4 (5 з підвалом)
- Закінчення будівництва: 60-70-ті роки XX століття.

### Хімкорпус

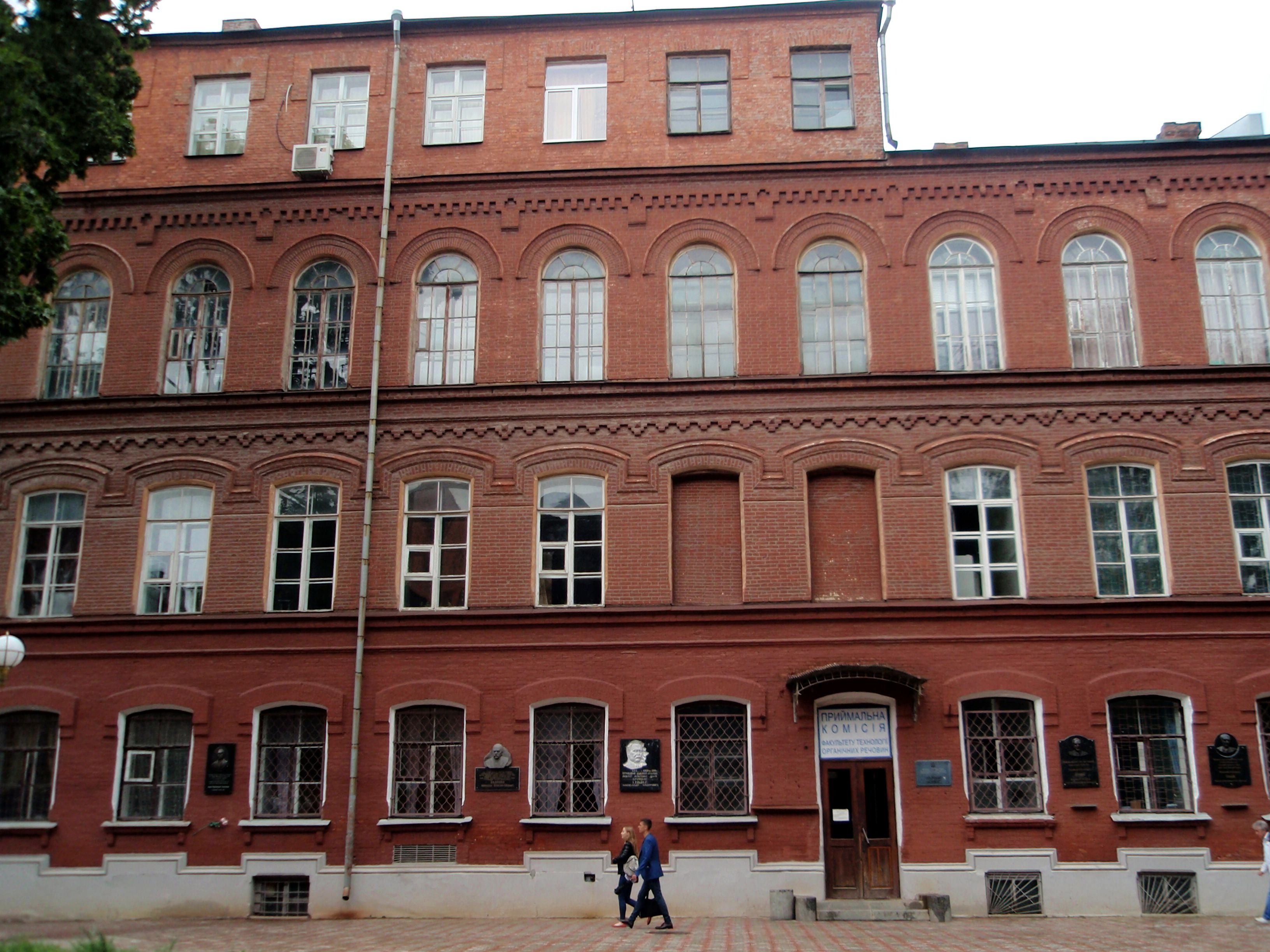
Хімічний корпус — один з найстаріших в університеті

Хімкорпус — другий за розмірами та значимістю старий корпус університету. Подібно до ГАКу, він побудований в середині XIX століття і є одним з найстаріших корпусів інституту. У корпусі знаходиться більшість хімічних лабораторій і розташований деканат факультету технологій органічних речовин. Корпус має подібно до ГАКу квадратну форму і має в центрі внутрішній двір, але все ж корпус трохи менше, ніж ГАК. У корпусі (на 3-му поверсі) знаходиться Велика Хімічна Аудиторія, яка є однією з найбільших аудиторій інституту. Також корпус має два входи — зовнішній і внутрішній. Добудова двох поверхів до корпусу неабияк попсувала його зовнішній вигляд.
- Висота: 18 м
- Кількість поверхів: 4 (деколи 3)
- Закінчення будівництва: Друга половина-кінець XIX століття.

### Електрокорпус

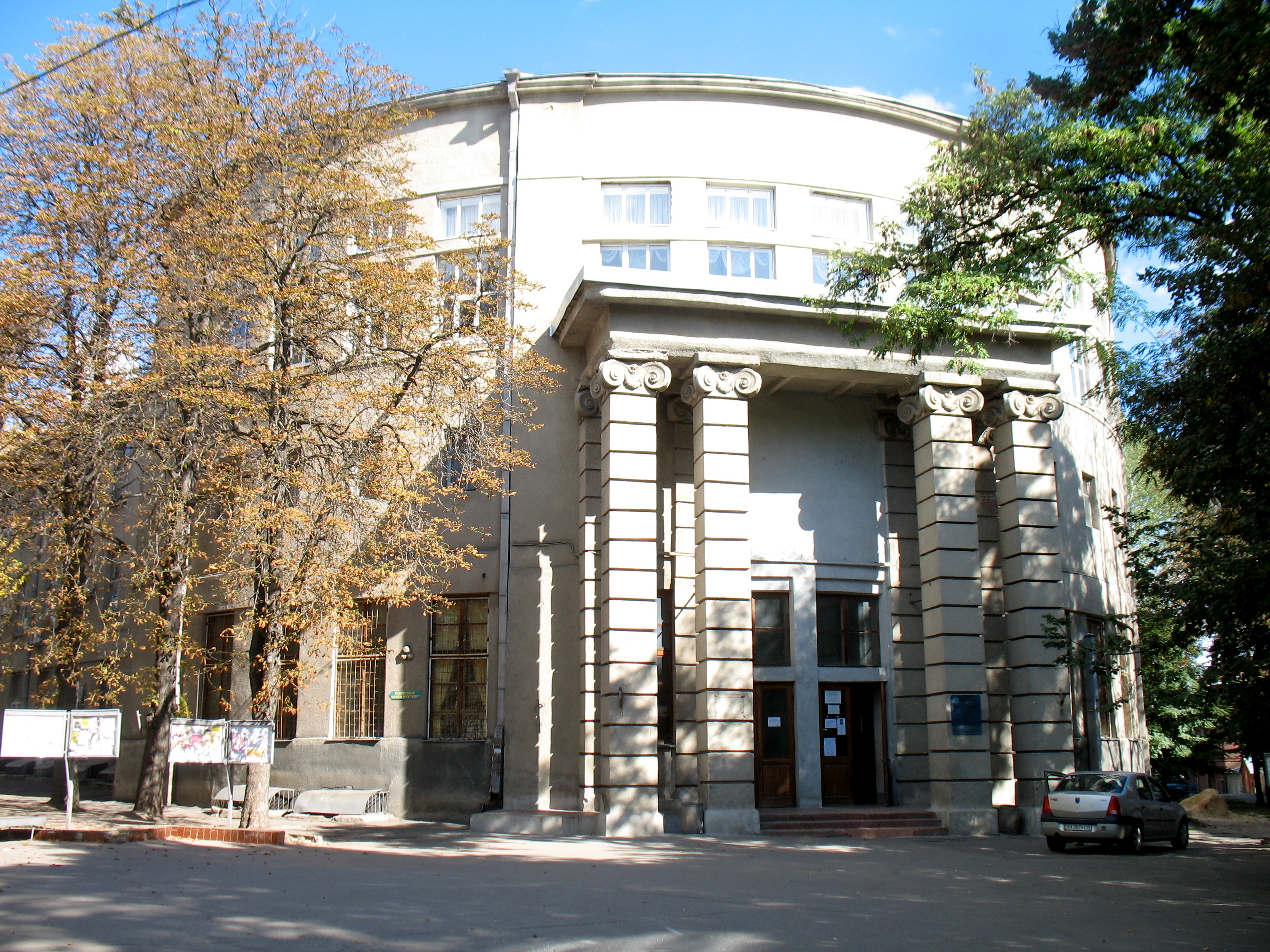
Електрокорпус ХПІ — один з найбагатолюдніших корпусів університету

Електрокорпус — деякий час був окремим Електротехнічним інститутом, виділеним з ХТІ. Побудований за проектом Бекетова в 1930-ті та є прикладом архітектури конструктивізму. У корпусі розташовані технічні кафедри і деканати. Корпус є одним з найдовших в інституті, має кілька входів і виходів (окрім головного). Головний вхід в корпус архітектурно оформлений у вигляді колонади при відновленні після війни в стилі сталінського ампіру. Корпус відіграє важливу роль в житті інституту, поблизу нього (або перед пам'ятником) проводяться різні заходи, перед картою електрифікації прощаються з професорами, крім цього, в корпусі знаходиться дослідний завод «Молнія»

### Палац студентів ХПІ
Палац студентів ХПІ — підрозділ НТУ «ХПІ», розташований в одному з корпусів студентського містечка «Гігант», який виконує функцію головного культурного центру вишу. На базі Палацу студентів займаються 24 творчих колективи, а також проводиться майже 200 культурно-масових щорічних заходів. Має зал для глядачів на 1200 місць. Виступи в Палаці багатьом учасникам відкрили дорогу в професійне мистецтво, наприклад, Аркадію Ініну, Гарію Черняхівському, Володимиру Фокіну, Ірині Борисовій та іншим.

### Інноваційний кампус
В 2018 розпочинається будівництво нового корпусу за адресою Пушкінська 79/2, навчання в якому будуть проходити найуспішніші студенти з використанням дуальної освіти.

## Відомі випускники та вчені ХПІ

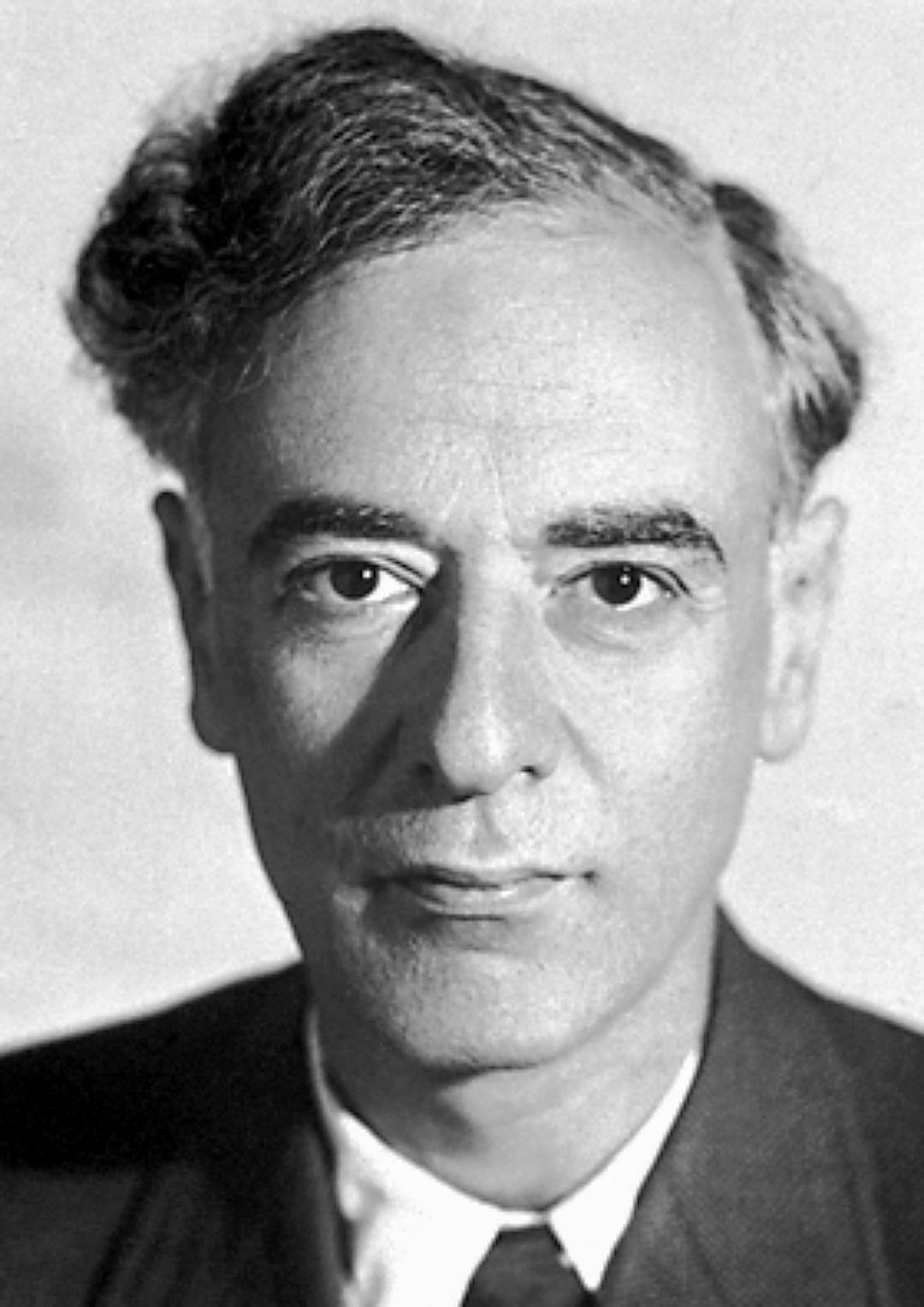
Лев Ландау

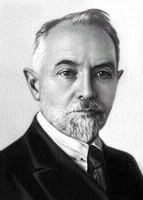
Леонід Красін

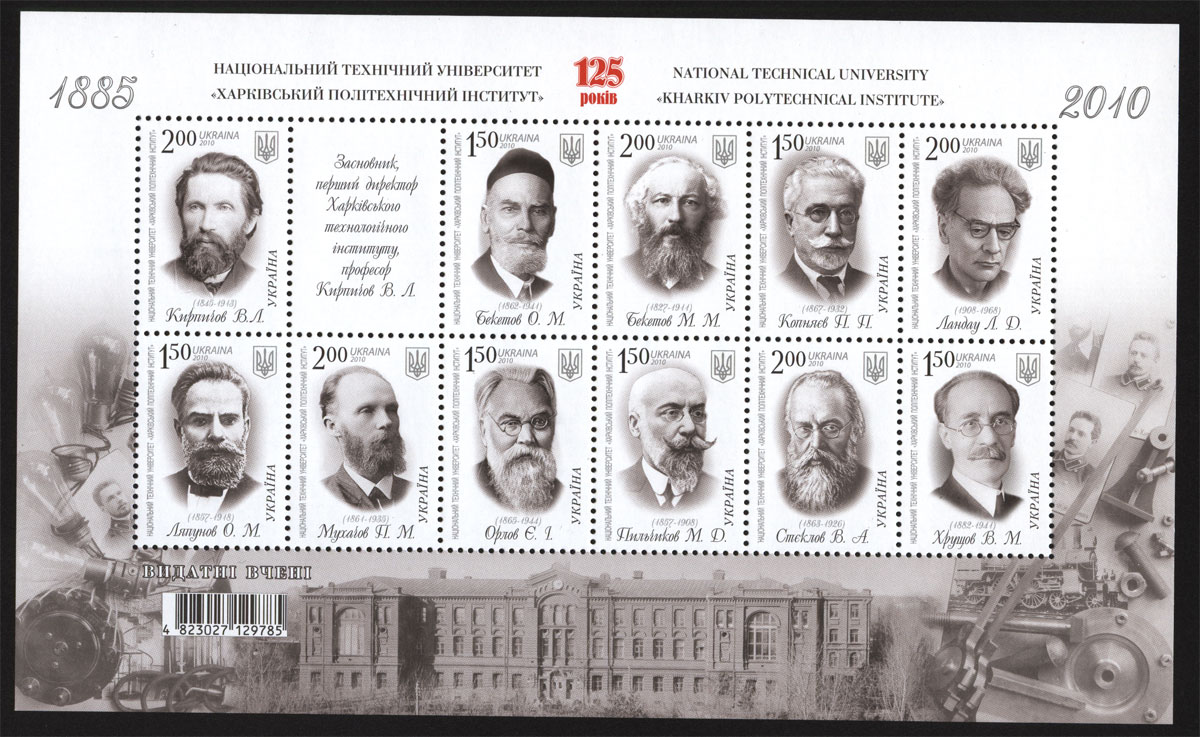
Поштовий блок, присвячений видатним вченим НТУ «ХПІ»

Див. також: Бібліометрика / Персональні профілі співробітників НТУ «ХПІ»

### Випускники
- Аваков Арсен Борисович — голова Харківської обласної державної адміністрації, з лютого 2005 по лютий 2010, міністр внутрішніх справ України з лютого 2014.
- Айзенберг Яків Ейнович — генеральний конструктор систем керування космічними ракетами.
- Артеменко Григорій Петрович (* 1952) — майстер спорту по альпінізму, інструктор-методист першої категорії.
- Бабаєв Рустам Усманович (* 1982) — український рукоборець, заслужений майстер спорту України.
- Віногоров Владислав (справжнє ім'я Владислав Олександрович Рябенко, народився в 1970) — письменник, автор романів в жанрі наукової фантастики
- Гуревич Михайло Йосипович — радянський авіаконструктор, лауреат Ленінської премії
- Зіньковський Анатолій Павлович — український науковець в галузі механіки, педагог, доктор технічних наук.
- Камчатний Валерій Григорович — народний депутат України 5-го, 6-го скликань.
- Кашкадамов Борис Павлович - конструктор автобусів ЛАЗ, директор Львівського автобусного заводу
- Коваленко Алла Арестівна — Герой України
- Крамаренко Олександр Павлович — журналіст, головний редактор тижневика Деньги.ua
- Красін Леонід Борисович — російський винахідник, революціонер, нарком фінансів РСФСР
- Ліфшиць Євген і Ліфшиць Ілля — фізики-теоретики, лауреати Ленінської премії
- Левко Мацієвич — засновник російських підводних човнів.
- Рижкова Олександра Юріївна (* 1980) — українська спортсменка-спринтерка.
- Семко Михайло Федорович — професор, інженер-механік.
- Черноусенко Олег Іванович — український політичний діяч, Народний депутат України 2-го скликання, генерал-майор СБУ.
- Якір Йона Еммануїлович — командарм РСЧА.
- Абрамчук Федір Іванович — механік, Доктор технічних наук (1993).
- Аврамов Віталій Прокопович — фахівець у галузі гусеничних машин. Доктор технічних наук (1971), професор (1972).
- Любчик Леонід Михайлович — учений у галузі теорії керування та машинного навчання, доктор технічних наук, професор, академік АН вищої школи України за науковим відділенням інформатики та системного аналізу.

### Вчені
- Бекетов Олексій Миколайович — видатний архітектор
- Белькінд Лев Давидович — професор, доктор технічних наук, інженер та історик, один з основоположників вітчизняної світлотехніки.
- Дабагян Арег Вагаршакович — радянський і український вчений, доктор технічних наук, професор, заслужений працівник народної освіти України, почесний доктор НТУ «Харківський політехнічний інститут», завідувач кафедри динаміки машин і управління (1947—1977), кафедри АСК (1977—1990).
- Живов Лев Іванович — технолог-машинобудівник, доктор технічних наук, професор кафедри обробки металів тиском (1951—1964).
- Кирпичов Віктор Львович — засновник університету.
- Комнік Юрій Федорович — доктор фізико-математичних наук, професор, лауреат Державної премії УРСР в галузі науки і техніки.
- Кулик Михайло Миколайович — академік Національної академії наук України
- Ландау Лев Давидович — лауреат Нобелівської премії, завідував кафедрою теоретичної фізики Харківського механічно-машинобудівного інституту з 1933 по 1937.
- Морозов Олександр Олександрович — конструктор танків, лауреат Ленінської премії. Заснував кафедру.
- Палатник Лев Самійлович — доктор фізико-математичних наук, професор, заслужений діяч науки і техніки України.
- Проскура Георгій Федорович;— видатний вчений у галузі аерогідродинаміки і гідромашинобудування.
- Суходуб Леонід Федорович — член-кореспондент Національної академії наук України, доктор фізико-математичних наук
- Тамарін Давид Наумович — професор, завідувач кафедри транспортного обладнання
- Термен Лев Сергійович — винахідник терменвоксу.
- Шевченко Сергій Юрійович — професор, доктор технічних наук, завідувач кафедри «Передача електричної енергії»
- Шеховцов Анатолій Федорович — доктор технічних наук, професор, заслужений діяч науки і техніки України, завідувач кафедри двигунів внутрішнього згоряння з 1970 по 2001.
- Шнее Яків Ісидорович — науковець радянських часів царини турбінобудування, доктор технічних наук, професор.

## Почесні доктори
- академік Патон Б. Е.
- академік Шидловський А. К.
- академік Кафаров В. В. (Росія)
- академік Згуровський М. З.
- академік Рвачов В. Л.
- академік Ференц Ковач (Угорщина)
- академік Семіноженко В. П.
- академік Саркісов П. Д. (Росія)
- академік Ягодин Г. А. (Росія)
- академік Стогній Б. С.
- проф. Ніколає Іліаш (Румунія)
- проф. Мішель Фютен (Франція)
- проф. Вольфганг Керстен (Німеччина)
- проф. Дитер Шнайдер (Австрія)
- проф. Тільман Ройтер (Австрія)
- проф. Дабагян Арег Вагаршакович

## Нагороди та репутація
Дослідницький центр QS Quacquarelli Symonds оприлюднив щорічний рейтинг найкращих університетів Європи, Середньої Азії та країн, що розвиваються, на 2022 рік. Національний технічний університет «Харківський політехнічний інститут» зайняв 105 місце.
У відомих рейтингах вишів України 2012 року Національний технічний університет «Харківський політехнічний інститут» увійшов у першу десятку лідерів.
Так, за рейтингом технічних вишів України 2012 року журналу «Деньги» ХПІ посів третє місце, в зведеному рейтингу ВНЗ «Компас» — 6 місце, в рейтингу вишів України за напрямом «інженерно-технічні спеціальності» — третє місце, у рейтингу ВНЗ України «Компас 2012» — IT спеціальності — 3 місце, у рейтингу ВНЗ України «Компас 2012» — Східний регіон — перше місце, у рейтингу ВНЗ України ЮНЕСКО «Топ 200» — 6 місце, Webometrics Ranking of World Universities: світовому — 2092, європейський — 798.
У 2024 р. НТУ ХПІ став членом Міжнародного консорціуму університетів Європи UNINOVIS Alliance